# Blanche-Neige et les Sept Nains (téléfilm, 1984)
Pour les articles homonymes, voir Blanche-Neige (homonymie).
Pour plus de détails, voir Fiche technique et Distribution.
Blanche-Neige et les Sept Nains, sorti en 1984 aux États-Unis sous le titre Snow White and the Seven Dwarfs et au Canada sous le titre Blanche-Neige et les sept nains, est un moyen métrage américain inspiré du conte éponyme des frères Grimm. Il a été réalisé par Peter Medak, produit par Lions Gate Films, Platypus Productions et Gaylord Productions Inc. et montre Elizabeth McGovern dans le rôle de la belle princesse Blanche-Neige et Vanessa Redgrave dans le rôle de la belle-mère de la princesse Blanche-Neige.

## Fiche technique
- Titre original : Snow White and the Seven Dwarfs (Faerie Tale Theatre)
- Réalisation : Peter Medak
- Scénario :  Peter Medak d'après Blanche-Neige de Jacob Grimm et Wilhelm Grimm
- Production : Lions Gate Films, Platypus Productions et Gaylord Productions Inc.
- Lieu de tournage : États-Unis
- Durée : 60 minutes
- Dates de sortie :
  - 16 juillet 1984

## Distribution
- Vanessa Redgrave : la méchante belle-mère de Blanche-Neige, la Méchante Reine
- Elizabeth McGovern : Blanche-Neige
- Rex Smith : le prince
- Shelley Duvall : la mère de Blanche-Neige, la Bonne Reine
- Vincent Price : le miroir magique